# Denarius Moore
Darnius Earl Moore Moore, detto Denarius (Tatum, 9 dicembre 1988), è un giocatore di football americano statunitense che gioca nel ruolo di wide receiver per i Cincinnati Bengals della National Football League. Fu scelto nel corso del quinto giro (148º assoluto) del draft NFL 2011 dagli Oakland Raiders. Al college giocò a football a Tennessee.

## Carriera professionistica

### Oakland Raiders
Moore fu scelto nel corso del quinto giro del Draft 2011 dagli Oakland Raiders. Il 29 luglio 2011 firmò un contratto quadriennale del valore di 2,3 milioni di dollari, inclusi 190.052$ di bonus alla firma.
Debuttò come professionista il 12 settembre contro i Denver Broncos. Nella settimana successiva contro i Buffalo Bills ottenne il riconoscimento di miglior rookie della settimana per la sua prestazione con 5 ricezioni per 146 yard, di cui una da 50 yard con touchdown. Nella partita giocata il 10 novembre contro i San Diego Chargers vinse per una seconda volta tale riconoscimento. In seguito perse tre partite di fila per infortunio. Rientrò il 18 dicembre contro i Detroit Lions. Chiuse la stagione al primo posto nella squadra nei touchdown su ricezione (5), giocando 13 partite, di cui 10 da titolare, con 33 ricezioni per 618 yard.
Nella stagione successiva saltò le 4 partite della pre-stagione e la prima partita contro i San Diego Chargers per un infortunio al tendine del ginocchio. Il 23 settembre contro i Pittsburgh Steelers realizzò il suo primo TD stagionale su una ricezione di 6 yard. Il 14 ottobre contro gli imbattuti Atlanta Falcons realizzò il suo secondo TD su una ricezione di 25 yard. Il 21 contro i Jacksonville Jaguars segnò un touchdown da 8 yard. Il 28 ottobre contro i Kansas City Chiefs realizzò il suo quarto TD stagionale su una ricezione di 9 yard. L'11 novembre contro i Baltimore Ravens segnò un touchdown su una ricezione di 30 yard eguagliando il record dell'anno precedente. Il 25 novembre contro i Cincinnati Bengals realizzò il suo sesto TD stagionale su una ricezione di 20 yard. Nell'ultima partita contro i San Diego Chargers realizzò la sua settima marcatura su una ricezione di 5 yard. Chiuse giocando 15 partite tutte da titolare, con 51 ricezioni per 741 yard.
Nella settimana 1 del 2013 contro gli Indianapolis Colts realizzò il suo primo TD stagionale, mentre il secondo lo fece registrare due settimane dopo contro i Denver Broncos. Nella settimana 5 contro i Chargers realizzò un touchdown su una ricezione da 2 yard. Nella settimana successiva contro gli imbattuti Chiefs segnò il quarto e nella settimana 11 contro gli Houston Texans il quinto e ultimo del 2013. Chiuse la stagione giocando 13 partite, di cui 10 come titolare, con 46 ricezioni per 695 yard. Nel 2014 invece per la prima volta non segnò alcun touchdown.

### Cincinnati Bengals
Il 6 aprile 2015, Moore firmà un contratto annuale coi Cincinnati Bengals.

## Palmarès
- Rookie della settimana: 2

2ª e 10ª del 2011

## Statistiche
| Partite totali         | 51    |
| Partite da titolare    | 37    |
| Ricezioni              | 142   |
| Yard su ricezione      | 2.169 |
| Touchdown su ricezione | 17    |

Statistiche aggiornate alla stagione 2014